# Mirfield
Mirfield è una cittadina di 18.621 abitanti della contea del West Yorkshire, in Inghilterra.